# Ланцевое
Ла́нцевое (укр. Ланцеве) — село,
Ланцевский сельский совет,
Бильмакский район,
Запорожская область,
Украина.
Код КОАТУУ — 2322784001. Население по переписи 2001 года составляло 639 человек.
Является административным центром Ланцевского сельского совета, в который не входят другие населённые пункты.

## Географическое положение
Село Ланцевое находится на берегу реки Берда,
выше по течению на расстоянии в 1 км расположено село Титово,
ниже по течению на расстоянии в 2,5 км расположено село Белоцерковка,
на противоположном берегу — село Бельманка.
Село вытянуто вдоль реки на 9 км.
По селу протекают пересыхающие ручьи с запрудами.
Рядом проходит автомобильная дорога Т-0819.

## История
- 1814 год — дата основания.

## Экономика
- «Ланцевское», КСП.

## Объекты социальной сферы
- Школа I—II ст.
- Детский сад.
- Клуб.
- Фельдшерско-акушерский пункт.

## Достопримечательности
- Братская могила советских воинов.